# Tchéquie au Concours Eurovision de la chanson 2023
La Tchéquie est l'un des trente-sept pays participant au Concours Eurovision de la chanson 2023, qui se déroule à Liverpool au Royaume-Uni. Le pays est représenté par le groupe Vesna, avec leur chanson My Sister's Crown. Le pays se classe 10e avec 129 points lors de la finale.

## Sélection
Le diffuseur ČT confirme la participation du pays au Concours en octobre 2022. Il est par la suite annoncé que c'est au moyen d'une sélection nationale que le représentant sera sélectionné, comme c'est le cas depuis 2018.

### Format
La sélection nationale, Eurovision Song CZ, comporte cinq chansons (contrairement aux éditions précédentes qui en comportaient sept).

Pour la première fois depuis quinze ans, les chansons participantes sont présentées lors d'une émission en direct de Prague. Elle a lieu le 30 janvier 2023, et est retransmise sur YouTube et sur la plateforme de streaming iVysílání.

Les résultats, déterminés par les votes du public, sont quant à eux annoncés le 7 février 2023. Le public international compose 70% du score total, tandis que le public tchèque compose les 30% restants.

### Participants
La période de candidatures a lieu du 2 novembre au 8 décembre 2022. Tous les solistes doivent être de nationalité tchèque, et dans le cas des groupes, au moins l'un des chanteurs. 170 chansons ont été reçues, la majorité provenant d'auteurs tchèques. D'abord annoncé à trois, le nombre de participants est annoncé à cinq. Les artistes sont annoncés le 16 janvier 2023.

### Finale
La finale est retransmise en direct de Prague, dans la soirée du 30 janvier 2023, et est animée par Adam Mišík (cs).

Les résultats sont composés à 70% des votes du public international et à 30% des votes du public tchèque. Ils sont annoncés le 7 février 2023, lors d'une émission en direct.
| Ordre | Artiste         | Chanson              | Auteur(s)                                                  | Points, | Points, | Points, | Place |
| Ordre | Artiste         | Chanson              | Auteur(s)                                                  | Tchèque | Intl.   | Total   | Place |
| ----- | --------------- | -------------------- | ---------------------------------------------------------- | ------- | ------- | ------- | ----- |
| 1     | Maella          | Flood                | Michaela Charvátová                                        | 95      | 504     | 599     | 5     |
| 2     | Pam Rabbit      | Ghosting             | Filip Vlček, Pamela Narimanian                             | 1 417   | 2 799   | 4 216   | 2     |
| 3     | Markéta Irglová | Happy                | Markéta Irglová                                            | 184     | 825     | 1 009   | 4     |
| 4     | Vesna           | My Sister's Crown    | Patricie Kaňok Fuxová, Tanita Yankova, Kateryna Vatchenko  | 3 501   | 7 083   | 10 584  | 1     |
| 5     | Rodan           | Introvert Party Club | Rodan Tuka, Jan Vávra, Joe Dolman, Jeppe Engelbrecht Appel | 501     | 1 494   | 1 995   | 3     |

## À l'Eurovision
La Tchéquie a été tirée au sort pour participer à la première moitié de la première demi-finale, le mardi 9 mai 2023. Elle s'y classe 4e avec 110 points, se qualifiant donc pour la finale. Lors de celle-ci, elle termine à la 10e place avec 129 points.